# بويط (أسيوط)
قرية بويط هي إحدى القرى التابعة لمركز ساحل سليم في محافظة أسيوط في جمهورية مصر العربية. حسب إحصاءات سنة 2006، بلغ إجمالي السكان في بويط 6871 نسمة، منهم 3529 رجل و3342 امرأة.